# Nick LaBrocca
Nicholas 'Nick' LaBrocca (Monmouth County, 4 december 1984) is een Amerikaans voetballer die bij voorkeur als middenvelder speelt. Hij verruilde in 2013 Chivas USA voor Colorado Rapids.

## Clubcarrière
LaBrocca werd door Colorado Rapids als vijfendertigste gekozen in de MLS SuperDraft 2007. Waar hij in 2007 vooral uitkwam voor het reserveteam kreeg hij in 2008 aanzienlijk meer speelminuten. Op 25 maart 2010 werd hij naar Toronto FC gestuurd inruil voor Marvell Wynne. Hij maakte zijn debuut voor Toronto op 27 maart 2010 in een met 2-0 verloren wedstrijd tegen Columbus Crew. Hij scoorde zijn eerste doelpunt voor de club op 8 mei 2010 in een met 4-1 gewonnen wedstrijd tegen Chicago Fire. 
Op 11 maart 2011 werd LaBrocca naar Chivas USA gestuurd inruil voor Alan Gordon. Bij Chivas scoorde hij op 9 juli 2011 het tienduizendste MLS-doelpunt in een 1-1 gelijkspel tegen Sporting Kansas City. LaBrocca was daarnaast lid van het MLS All-Star team dat het in 2011 opnam tegen Manchester United. 
Op 22 januari 2013 kwam LaBrocca opnieuw bij Colorado Rapids terecht nadat hij door Chivas geruild was voor Eric Avila. Op 10 maart 2013 maakte LaBrocca voor de tweede keer in zijn carrière zijn debuut voor Colorado. In de achtste minuut verving hij Pablo Mastroeni, die een hamstringblessure had opgelopen.